# Clayton Failla
Clayton Failla (Zabbar, 8 gennaio 1986) è un calciatore maltese, difensore del Gżira Utd.

## Carriera

### Club
Ha giocato nella prima divisione maltese.

### Nazionale
Tra il 2008 ed il 2018 ha totalizzato complessivamente 58 presenze e 2 reti con la maglia della nazionale maltese.

## Palmarès

### Club

#### Competizioni nazionali
- Supercoppa di Malta: 2

Hibernians: 2007
Sliema Wanderers: 2009
- Campionato maltese: 2

Hibernians: 2008-2009, 2016-2017
- Coppa di Malta: 2

Hibernians: 2011-2012, 2012-2013

### Individuale
- Calciatore maltese dell'anno: 2

2008-2009, 2011-2012